# 海上災害防止センター

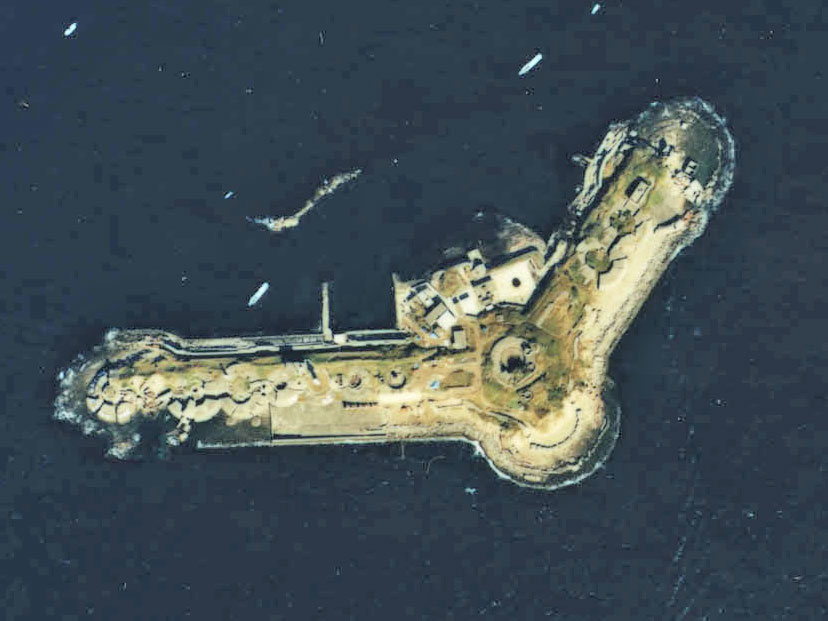
消防演習場のある第二海堡（1988年）

一般財団法人海上災害防止センター（かいじょうさいがいぼうしセンター、Maritime Disaster Prevention Center、略称：MDPC）は、海洋汚染等及び海上災害の防止に関する法律（昭和45年法律第136号）第42条の13第1項に基づいて、海上保安庁長官の指定する指定海上防災機関である。

## 概要
主に、海難事故時の防災処置、消防や巡回、防災用機材の提供、海上火災の訓練実施、各種調査研究などを行っている。
- 所在：神奈川県横浜市中区太田町2-23　横浜メディア・ビジネスセンター7階
- 理事長：白石昌己（2023年10月1日[1] - ）

そのほか、神戸市に西日本支所、北九州市に九州支所、横須賀市に研修所、東京湾にある第二海堡に消防演習場を有する。
また消防船として、「おおたき」「きよたき」を運用する。

## 歴史
- 1972年5月 - 財団法人海上保安協会内に海上消防委員会が設立され、1974年12月に財団法人海上防災センターとして独立。
- 1976年10月 - 認可法人となり、海上災害防止センターに名称を変更する。
- 2003年10月 - 独立行政法人海上災害防止センターとなる。
- 2004年 - 本部が横浜に移動した。
- 2013年10月 - 独立行政法人海上災害防止センターは解散し、一切の権利及び義務を一般財団法人海上災害防止センターが継承する。